# Hydractinia
Hydractinia es un género de Anthoathecata, comensales de otros organismos; pertenecen a la familia Hydractiniidae.

## Especies
- H. aculeata
- H. aggregata
- H. allmani
- H. altispina
- H. americana
- H. anechinata
- H. angusta
- H. antonii
- H. apicata
- H. arctica
- H. areolata
- H. arge
- H. armata
- H. australis
- H. bayeri
- H. bella
- H. betkensis
- H. borealis
- H. brachyurae
- H. californica
- H. canalifera
- H. carcinicola
- H. carica
- H. carnea
- H. carolinae
- H. conchicola
- H. cryptogonia
- H. cytaeiformis
- H. dendritica
- H. denhami
- H. diogenes
- H. disjuncta
- H. dongshanensis
- H. echinata
- H. epiconcha
- H. epidocleensis
- H. epispongia
- H. exigua
- H. fucicola
- H. gorgonoides
- H. granulata
- H. guangxiensis
- H. hancocki
- H. hayamaensis
- H. hooperi
- H. humilis
- H. inabai
- H. inermis
- H. ingolfi
- H. kaffraria
- H. laevispina
- H. longispina
- H. mar
- H. marsupialia
- H. meteoris
- H. michaelseni
- H. milleri
- H. minoi
- H. misakiensis
- H. moniliformis
- H. monocarpa
- H. monoon
- H. multigranosi
- H. multispina
- H. multitentaculata
- H. munita
- H. nagaoensis
- H. novaezelandiae
- H. ocellata
- H. otagoensis
- H. pacifica
- H. parvispina
- H. paucispinata
- H. phialiformis
- H. piscicola
- H. polycarpa
- H. polyclina
- H. polytentaculata
- H. proboscidea
- H. prolifica
- H. pruvoti
- H. quadrigemina
- H. recurvatus
- H. rubricata
- H. rugosa
- H. sarsii
- H. serrata
- H. sodalis
- H. spinipapillaris
- H. spiralis
- H. symbiolongicarpus
- H. symbiopollicaris
- H. tenuis
- H. thatcheri
- H. uchidai
- H. uniformis
- H. vacuolata
- H. valens
- H. vallini
- H. verdi
- H. yerii